# Pierre Tchana
Pierre Tchana, né le 2 février 1945 et mort le 18 novembre 1998  est un auteur, compositeur, interprète, musicien camerounais spécialiste du mangambeu. Il a connu ses années de gloire dans les années 1970, 1980 et 1990 au Cameroun.

## Biographie

### Enfance, éducation et débuts
Né le 2 février 1945 à Bangoulap, il passe son enfance à Nkongsamba.
Élève, Tchana chante à l’église.

### Carrière
En 1957, il remporte avec sa flûte le premier prix d’une émission publique organisée par Radio Douala.
En 1959, il s'installe à Yaoundé, où il poursuit ses études tout en faisant de la musique,. En 1961, Radio Yaoundé l'enregistre dans le cadre d’un programme de découverte des jeunes talents.
De 1963 à 1965, il chante à l’ancien Pezzena Bar du quartier Madagascar. En 1965, il crée l'orchestre Travel Jazz. En 1968, il enregistre le disque Il n’est jamais trop tard chez Philips. En 1970, il est en contrat avec les éditions SATEL et en devient le représentant en Afrique centrale.
Il meurt le 24 novembre 1998 à Douala,.

## Articles liés
- Mangambeu